# Christian Bock (Journalist)
Christian Gerhard Bock (* 1965 in Eckernförde) ist ein deutscher Journalist und Dokumentar-Regisseur.

## Leben
Christian Bock wuchs in der Nähe von Eckernförde auf und ist seit 1987 als Journalist für deutsche Fernsehsender tätig. Er war Mitgründer des Fernsehens der Süddeutschen Zeitung und ist seit 1998 selbstständiger Journalist. Er ist verheiratet und hat drei Kinder. 

## Werke (Auswahl)
- Das Schuldenpaket - Was Deutschland wirklich braucht (2025 mit Thomas Schuhbauer und Frank Zintner) Erstausstrahlung: ZDF
- "Deepfake Diaries" Folge: Otto von Bismarck (2025) Erstausstrahlung: ZDF.de
- Die Vertrauensfrage - wer kann Deutschland regieren?[1] (2025) (mit Stephan Lamby)  Erstausstrahlung: ARD
- Deutsche im Knast: Japan und die Disziplin. (2025) Erstausstrahlung: ZDF.info und Mediathek
- Geheimnisse der DDR, Folge: Mangel und Erfolg. (2024) Erstausstrahlung: ZDF.info und Mediathek
- Mensch Pistorius! Zwischen Krieg und Frieden[2]. (2024) Erstausstrahlung: ZDF
- Raus aus der Gewaltspirale - Jugendarbeit neu gedacht. Erstausstrahlung: ZDF
- Buschflieger - Abenteuer am Himmel. (2023) Erstausstrahlung: ZDF info
- Der Hitler-Fake. Geschichte einer Jahrhundert-Fälschung. (2023) Erstausstrahlung: ARD und als Serie in der ARD-Mediathek
- Felix Neureuther: Skifahren trotz Klimawandel? (2023) Erstausstrahlung: ARD
- Mensch Gysi! Grenzgänger zwischen Ost und West. (2022) Erstausstrahlung: ZDF
- Überleben im Wasser. Von der Kulturtechnik des Schwimmens. (2022) Erstausstrahlung: 3sat
- Rettet Felder und Gärten! Viren, Bakterien und Pilze bedrohen die einheimische Fauna. (2021) Erstausstrahlung: 3sat
- Fliegen, fahren, schweben. Der Verkehr der Zukunft. (2021) Erstausstrahlung: ZDF
- Die Rasen-Reporter. 100 Jahre Fußball-Berichterstattung[3]. (2020) Erstausstrahlung: ZDF
- Mensch Schäuble! Einheitsmacher, Streiter, Staatsmann. Portrait des Rekord-Parlamentariers und Bundestagspräsidenten. (2020) Erstausstrahlung: ZDF
- Sklaven der Straße. Lohndumping in der Logistikbranche (2020) Erstausstrahlung: ZDF
- Deutschland-Bilanz: 1. Von blühenden Landschaften 2. Ein Land, zwei Seelen (2019) Erstausstrahlung: ZDF (Miniserie)
- Traumreise ohne Wiederkehr – Warum Menschen von Kreuzfahrtschiffen verschwinden (2018) Erstausstrahlung: RTL
- Senioren hinter Gittern[4] (2018) Erstausstrahlung: 3sat
- Ein kalifornischer Traum – Der Yosemite-Nationalpark[5] (2017) Erstausstrahlung: ZDF
- Die Lüge vom sauberen LKW. Abgasbetrug im Fernverkehr (2017) Erstausstrahlung: ZDF
- Reiches Bayern, arme Alte (2016) Erstausstrahlung: 3sat
- Die Sportsfeinde von Herzogenaurach – adidas gegen Puma (2016) Erstausstrahlung: RTL
- die story: Die Einsteiger. warum Einbrecher so oft leichtes Spiel haben. (2015) Erstausstrahlung: WDR
- ZDF.zoom: Prügelknaben der Straße (2015) Erstausstrahlung: ZDF
- Die Macht von Amazon[6] (2015) Erstausstrahlung: ZDF
- Blutrache in Albanien[7] (2013) Erstausstrahlung: arte
- Die Minijob-Masche. Maximale Ausbeutung, minimaler Lohn (2013) Erstausstrahlung: ZDF
- Toxic City. Deutscher Giftmüll für Ghana (2011) Erstausstrahlung: ZDF
- Die Spur der Schuld. Die Geschichte einer Familie und eines Verbrechens (2010) Erstausstrahlung: VOX TV
- König Ohneland. Die Machtstrukturen der Roma (2009) Erstausstrahlung: 3sat
- Ein Bademantel auf Reisen. Die wundersame Welt der Hotelwäsche (2007) Erstausstrahlung: VOX
- Mallorca - revisited. 100 Jahre Tourismus auf der Baleareninsel (2006) Erstausstrahlung: VOX
- Die Mädchen-Maschine. Die Welt der Moskauer Mode-Models (2004) Erstausstrahlung: VOX
- 200 Kilometer Deutschland. Zu Fuß von Dresden nach Berlin (2004) Erstausstrahlung: VOX
- Wasser in der Wüste. Abu Dhabis Brunnenprojekt (2003) Erstausstrahlung: Kabel 1
- Elmayers Etikette. Mit Wiens führendem Benimmlehrer durch die Ballsaison (2002) Erstausstrahlung: VOX
- Secrets of Power. Michail Gorbatschow trifft Shimon Peres (2001) Dokumentation
- Beförderung für den General. Mit Guido Westerwelle auf Wahlkampf-Tour (2001) Erstausstrahlung: VOX
- Die Tiefsee. Geologen erkunden den Lo´íhi vor Hawaii (2001) Erstausstrahlung: Kabel 1
- Was glänzt, ist Kohle. Das Bergwerk Auguste Victoria (1999) Erstausstrahlung: VOX
- Chronik eines vergessenen Volkes. Dokumentation über die Roma Osteuropas (1996). Erstausstrahlung: VOX
- Helden für Deutschland? Dokumentation über das Netzwerk rechter und rechtsextremer Politik (1992) Erstausstrahlung: Tele 5

## Auszeichnungen
- 2011 Toxic City: Deutscher Wirtschaftsfilmpreis[8] (3. Platz), Ekotop-Medienpreis (Publikumspreis), Festival du Television Monte Carlo (Nominierung Rose d’Or)
- 2016 Reiches Bayern, arme Alte: Münchner Sozialcourage-Medienpreis[9] der Caritas
- 2017 Die Tchibo-Story: Deutscher Wirtschaftsfilmpreis[10] (3. Platz)
- 2017 Die Sportsfeinde von Herzogenaurach: Deutscher Wirtschaftsfilmpreis[11] (2. Platz)
- 2022 Arctic Blue - Machtpoker im schmelzenden Eis, New York Film Festival, Silbermedaille  (Mitarbeit, Dreharbeiten in Sibirien, Moskau und Bremerhaven)